# Молодой Сталин
«Молодой Сталин» (англ. Young Stalin) — книга английского историка и писателя Саймона Себаг-Монтефиоре.
Книга была удостоена ряда литературных премий: премии газеты Лос-Анджелес таймс за лучшее биографическое произведение, премии Коста, премии имени Бруно Крайского и др.
Кинокомпания Miramax Films приобрела права на экранизацию книги.
По замечанию Галины Юзефович, данная книга хоть и "международный бестселлер, изобилует, тем не менее, грубыми ошибками, натяжками и передежками".

## Издание на русском языке
- Молодой Сталин = Young Stalin. — Corpus, 2014. — ISBN 978-5-17-080799-4